# Barnum Brown

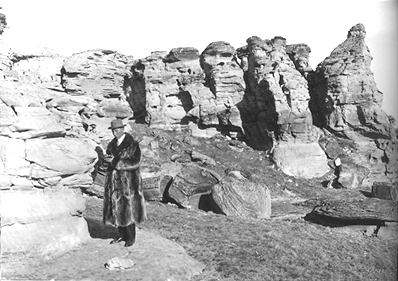
Brown egy montanai ásatáson 1914-ben

Barnum Brown (Carbondale, Kansas, 1873. február 12. – New York, 1963. február 5.) amerikai őslénykutató. A kansasi Carbondale-ben született, a nevét P.T. Barnum cirkuszalapító után kapta. Pályafutása során a késő viktoriánus kor és a 20. század korai évei között a leghíresebb fosszíliagyűjtők egyikévé vált. Legismertebb lelete az első Tyrannosaurus rex fosszíliája.
Az Amerikai Természetrajzi Múzeum (American Museum of Natural History) támogatásával Brown átkelt az országon, hogy csere és vásárlás útján dinoszauruszfosszíliákat szerezzen be. Érdeklődése nem csak a dinoszauruszokra korlátozódott. Arról volt ismert, hogy mindent begyűjtött, ami tudományos értékkel bírhatott. Gyakran egyszerűen csak pénzt küldött a fosszíliák múzeumba való átszállításáért, és bármely új példány kapcsán izgatott levélváltás kezdődött a felfedező és Brown között.
Brown, miután az 1890-es években évekig Wyomingban dolgozott az Amerikai Természetrajzi Múzeum megbízásából, egy expedíciót vezetett Montana délkeleti részére, a Hell Creek-formációba. 1902-ben ott fedezte fel az első Tyrannosaurus rex maradványait.
A Hell Creek-i ásatásokon annyi fosszília került elő, amennyi egész vasúti kocsik megtöltéséhez is elegendő volt. Az akkoriban bevett szokás szerint Brown emberei dinamittal irányított robbantásokat hajtottak végre, hogy a fosszíliákat borító több tonnányi követ elmozdítsák. Mindent ló vontatta kocsikkal és emberi erővel szállítottak. A lelőhelyek adatait csak ritkán jegyezték fel.

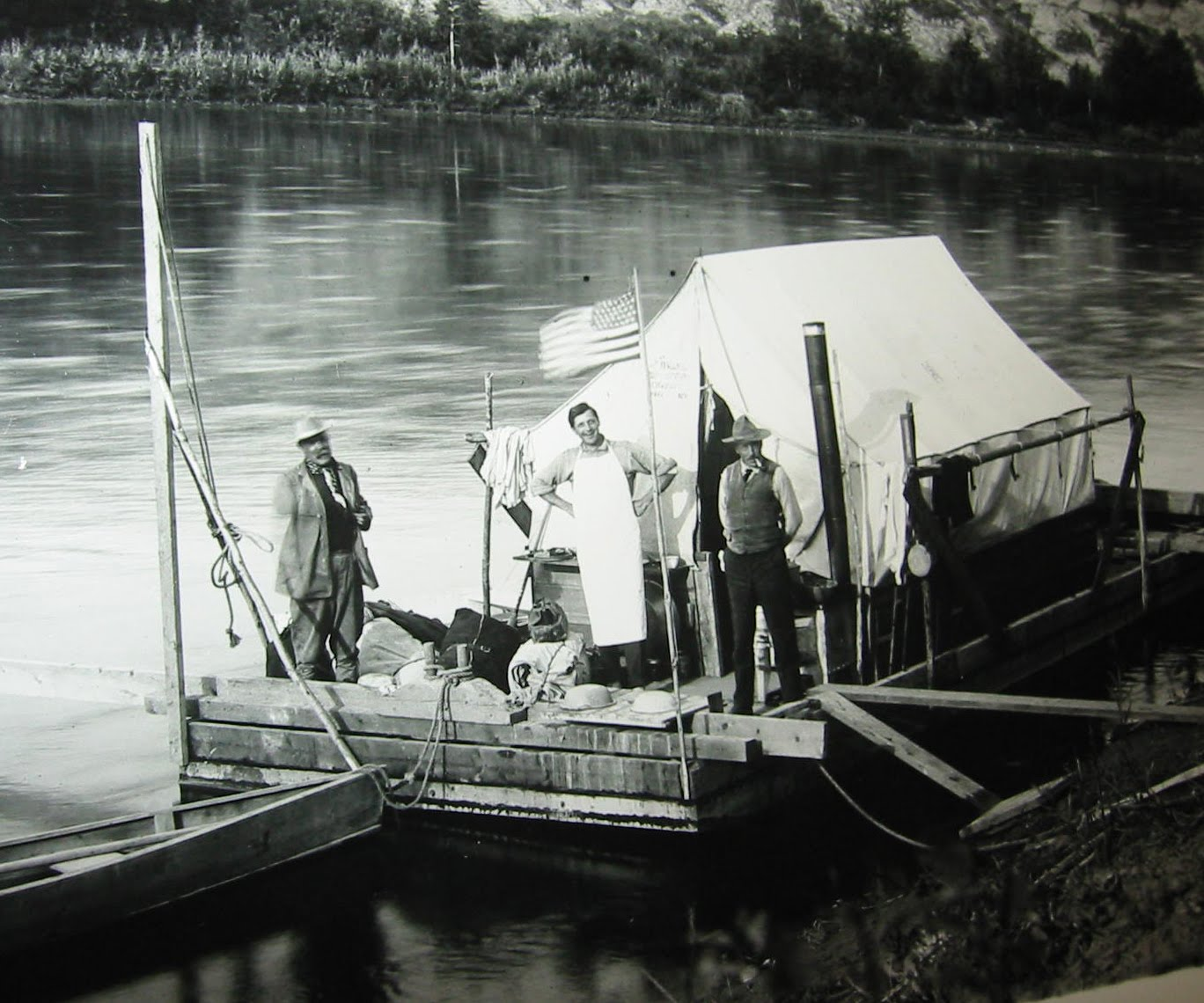
Az Amerikai Természetrajzi Múzeum Mary Jane nevű bárkája 1911-ben. Balról jobbra: Henry Fairfield Osborn; Fred Saunders (egy szakács az albertai Stettlerből) és Barnum Brown

Brown, miután majdnem egy évtizedet töltött Montanában, elutazott Albertába, a Red Deer folyóhoz, Drumheller közelébe. Csapatával együtt itt maradt az 1910-es évek közepéig, egy bárkán lefelé hajózva a folyón, hogy felkutassa az ígéretesnek látszó helyeken levő fosszíliákat. A folyónak ugyanezen a részén dolgoztak a híres Sternberg család fosszíliavadászai is. Brownék és Sternbergék között játékos és barátságos rivalizálás folyt. Egymással vetélkedő felfedezéseik bekerültek az őslénytan krónikáiba.
Legjelentősebb leleteik közé sorolható az a Brownék által a Dry Island Buffalo Jump Tartományi Parkban, 1910-ben talált néhány hátsó láb, amely egy Albertosaurus csoporthoz tartozott. A fosszíliák azonban évekre feledésbe merültek a New York-i Amerikai Természetrajzi Múzeumban. Az 1990-es években a Royal Tyrrell Őslénytani Múzeum (Royal Tyrrell Museum of Palaeontology) dinoszaurusz kutatási részlegének vezetője, Phil Currie egy régi fényképet használva útmutatóként, megkereste a csontok lelőhelyét, 1998 nyarán pedig ugyanott újabb ásatásba kezdett. A Tyrrell Múzeum által támogatott kutatás 2005 augusztusáig tartott. Currie a University of Alberta kutatójaként 2006-ban egy újabb csoporttal visszatért a lelőhelyre, hogy több évig tartó ásatásokba kezdjen.
Az őslénykutatók tiszteletére 1998-ban készített T-Rex: Vissza a krétakorba című IMAX filmben Barnum Brown szerepét Laurie Murdoch játszotta.
Brown megérte a tudományos felfedezések egyedül álló korszakának végét, és bizonyosan a legszínesebb felfedezők egyike volt. A kanadai lelőhelyeken készített fényképeken gyakran látható egy nagy szőrmekabátban. Brown az első és a második világháború alatt beépített ügynök volt. Számos, nem pénzkeresési célt szolgáló külföldi útján ipari kémként különböző olajtársaságoknak dolgozott.
Felesége, Lilian Brown, az I Married a Dinosaur (Hozzámentem egy dinoszauruszhoz) címmel (1950-ben) megjelentetett emlékirataiban számolt be a férjével együtt átélt expedíciókról. Barnum Brownt a New York állambeli Oxfordban, első felesége szülővárosában temették el.

## Ajánlott irodalom
- Sheldon, David. Barnum Brown: Dinosaur Hunter. Walker Books for Young Readers (2006). ISBN 0802796028
- Archival Field Notebooks of Paleontological Expeditions. American Museum of Natural History. (Hozzáférés: 2010. szeptember 17.)
- Bird, Roland T., Schreiber, V.T., Farlow, J.O., Colbert, E.H.. Bones for Barnum Brown: Adventures of a Dinosaur Hunter (1985). ISBN 0875650112
- Hartzog, Brooke. Tyrannosaurus Rex & Barnum Brown, Dinosaurs & Their Discoverers Series (1999). ISBN 0823953289
- Brown, Barnum, Kohl, M.F., Martin, L.D., and Brinkman, P.D.. A Triceratops Hunt In Pioneer Wyoming: The Journals Of Barnum Brown & J.p. Sams: The University Of Kansas Expedition Of 1895 (2004). ISBN 0931271770
- Dingus, Lowell, Mark A. Norell. Barnum Brown: The Man Who Discovered Tyrannosaurus Rex (2010). ISBN 0520252640

## Fordítás
- Ez a szócikk részben vagy egészben a Barnum Brown című angol Wikipédia-szócikk ezen változatának fordításán alapul.  Az eredeti cikk szerkesztőit annak laptörténete sorolja fel. Ez a jelzés csupán a megfogalmazás eredetét és a szerzői jogokat jelzi, nem szolgál a cikkben szereplő információk forrásmegjelöléseként.